# Вождорма
Вождорма — деревня в Холмогорском районе Архангельской области.

## География
Находится в центральной части Архангельской области на расстоянии приблизительно 13 км на север-северо-запад по прямой от административного центра района села Холмогоры на правом берегу реки Северная Двина у устья речки Вождоромки.

## История
В 1859 году здесь (тогда деревня Вождеромское Холмогорского уезда Архангельской губернии) было учтено 11 дворов. До 2022 года входила в Ухтостровское сельское поселение до его упразднения. Имеется новодельная часовня.

## Население
Численность населения: 76 человек (1859 год), 14 (русские 100 %) в 2002 году, 14 в 2010.